# بزرگراه مچی
بزرگراه مچی (انگلیسی: Mechi Highway) یک بزرگراه در کشور نپال است.
این بزرگراه که دارای ۲۶۸ کیلومتر است از کچانا شروع و در شهر تاپلجونگ به پایان میرسد. بزرگراه مچی در دوهاگادی با بزرگراه ماهندرا تقاطع دارد